# Emmanuelle Piquet
Emmanuelle Piquet, née en 1969 à Lyon, est une thérapeute libérale et une essayiste française. Elle s'intéresse aux problématiques de souffrance en milieu scolaire, notamment de harcèlement.

## Biographie
Emmanuelle Piquet est diplômée de l’institut Gregory-Bateson en psychothérapie brève et stratégique, où elle a notamment étudié la théorie de l’école de Palo Alto.
En 2008, elle ouvre un cabinet de thérapeute en Bourgogne, où elle reçoit notamment des enfants et adolescents qui souffrent de troubles liés au harcèlement scolaire. Insatisfaite de l’état de l’art concernant la réponse à ce phénomène, elle décide de se spécialiser en s’inspirant de la théorie de l’école de Palo Alto et fonde les centres « Chagrin scolaire », qui acquièrent une reconnaissance dans l’Europe francophone,.
Elle est considérée comme une spécialiste du harcèlement scolaire,, et a réalisé deux conférences TEDx,,. Elle intervient au titre de maître de conférences, dans le cadre d'un certificat universitaire dirigé à l'université de Liège par Stéphanie Chartier.

## Activités professionnelles

### Organisme professionnel
Emmanuelle Piquet co-fonde le Centre de recherches sur l'interaction et la souffrance scolaire (CRISS) en 2012, plus tard remplacé par Chagrin scolaire, un centre de consultation et de formation, dont elle est la directrice. Cet organisme propose des programmes à des enfants et des équipes enseignantes pour les aider à trouver des ressources dans des situations de souffrance en milieu scolaire notamment.

### Activités éditoriales
Elle est l'auteure de plusieurs livres sur les souffrances en milieu scolaire. Elle publie sur ce thème du harcèlement : Te laisse pas faire en 2014,, Je me défends du harcèlement en 2016, Le harcèlement scolaire en 100 questions en 2017, Allez les filles en 2018. Elle publie avec Alessandro Elia en 2021 Nos enfants sous microscope, ouvrage dans lequel les deux auteurs questionnent ce qui leur apparaît comme un « recours à l’étiquetage neuropsychologique des comportements des enfants […] de plus en plus massif » et proposent, quant à eux, de privilégier une vision « interactionnelle » des problèmes qui prenne en compte le contexte scolaire et familial.

## Critiques
En 2020, dans un chapitre concernant l'éducation et la formation de son ouvrage Gare aux gourous, 
Georges Fenech, magistrat et ancien président de la Miviludes, évoque le cadre proposé aux écoles par la société Chagrin scolaire — quatre heures d’intervention par mois sur trois ans, facturées 9 000 euros — et écrit que, selon lui, le programme invite les enfants à pratiquer l’autodéfense et la vengeance susceptibles de créer au sein de l’école de nouvelles tensions.
En 2023, un correspondant Hauts de France de l’association GEMPPI dénonce les dérives sectaires associées à Chagrin scolaire, dont il qualifie les méthodes de « pseudo-thérapie ».

## Publications

### Ouvrages
- En collaboration avec Julien Martinière, À quoi ça sert de vivre si on meurt à la fin ?, Éditions Sarbacane, 2011, 32 p. (ISBN 2 848 65416 3) (album de jeunesse), (OCLC 999762474).
- Sous l'escalier, 2014, EPC.
- Te laisse pas faire, 2014, Payot, (OCLC 894030533).
- Faites votre 180 degrés, 2015, Payot, (OCLC 1000068708).
- Je me défends du harcèlement, 2015, Albin Michel, (OCLC 951168116).
- Mon ado, ma bataille, 2017, Payot, (OCLC 971497017).
- Le harcèlement scolaire en 100 questions, 2017, Éditions Tallandier, (OCLC 1003639029).
- Comment ne pas être un prof idéal, 2018, Payot, (OCLC 1022847625).
- Allez les filles ! 2018, Albin Michel, (OCLC 1236397235).
- Je combats ce qui m'empêche d'apprendre, 2019, Albin Michel, (OCLC 1119707217).
- En collaboration avec Alessandro Elia, Nos enfants sous microscope, 2021, Payot  (ISBN 2228927309)[17].
- En collaboration avec Amélie Gruaux, Je n'ai plus peur de mes peurs, 2022, Les Arènes  (ISBN 979-10-375-0627-6)
- Votre Enfant face aux autres, 2022, Les Arènes  (ISBN 979-10-375-0628-3)
- Comment rater son couple à coup sûr, 2024, Les Arènes (ISBN 979-1037512253)
- En collaboration avec Jean-François Marmion et Camille Blandin Manuel de survie face aux harceleurs de la cour d’école, 2024, Les Arènes (ISBN 979-1037512604)

### Articles et chapitres d'ouvrages
- « Étayer les enfants vulnérabilisés par le harcèlement entre pairs en milieu scolaire », Recherches & éducations,‎ 2017 (lire en ligne)
- « Que faire contre les connards ? », dans Jean-François Marmion, Psychologie de la connerie, Éditions Sciences Humaines, 2018, 377 p. (ISBN 978-2361065096)

## Distinctions
- 2018 :  Chevalier de l'ordre national du Mérite[18].